# Ochicanthon thailandicum
Ochicanthon thailandicum là một loài bọ cánh cứng trong họ Bọ hung (Scarabaeidae).